# Harriet Shaw Weaver

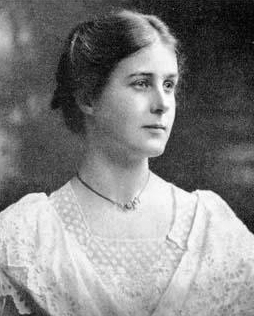
Harriet Shaw Weaver (1907)

Harriet Shaw Weaver (geboren 1. September 1876 in Cheshire; gestorben 14. Oktober 1961 in Saffron Walden, Essex, England) war Feministin, Redakteurin, Autorin für avantgardistische Literatur und Mäzenin von James Joyce.

## Leben
Weaver wurde in Frodsham, Cheshire, England, als Tochter des Arztes Frederic Poynton Weaver und der wohlhabenden Mary Wright geboren. Sie ging in Hampstead zur Schule, ihre Eltern erlaubten ihr aber nicht, die Universität zu besuchen. Sie engagierte sich im Kampf für das Frauenwahlrecht und wurde Mitglied der Women’s Social and Political Union.
Ab 1911 hat sie die Herausgabe dreier Publikationen finanziert:
- The Freewoman, November 1911 – Oktober 1912
- The New Freewoman, Juni 1913 – Dezember 1913
- The Egoist, Januar 1914 – Dezember 1919

Sie arbeitete mit Dora Marsden zusammen. Ezra Pound, T. S. Eliot, D. H. Lawrence, Wyndham Lewis, Herbert Read und James Joyce steuerten Material zu den Magazinen bei. 1914 begann Weaver mit ihren Zuwendungen für James Joyce. Joyce’ Portrait of the Artist as a Young Man wurde zuerst als Serie in The Egoist veröffentlicht. Die Hauptarbeit der Dora Marsden hat sie in zwei Bänden unter den Titeln The Definition of the Godhead (1928) und Mysteries of Christianity (1930) veröffentlicht. 1931 wurde sie Mitglied der Labour Party und 1938 der Kommunistischen Partei.
Weaver hat nach Joyce’ Tod 1941 seinen in ihrer Verfügung befindlichen Nachlass in dem Zwiespalt verwaltet, die private Sphäre der Familie Joyce zu schützen, und ein literarisches Erbe zu verwalten, einen Teil der Briefe hat sie daher vernichtet.